# Fontaine-la-Guyon
Pour les articles homonymes, voir Fontaine et Guyon.
Fontaine-la-Guyon est une commune française située dans le département d'Eure-et-Loir en région Centre-Val de Loire.

## Géographie

### Situation
La commune est située à 13 km à l'ouest de Chartres.

Situation géographique
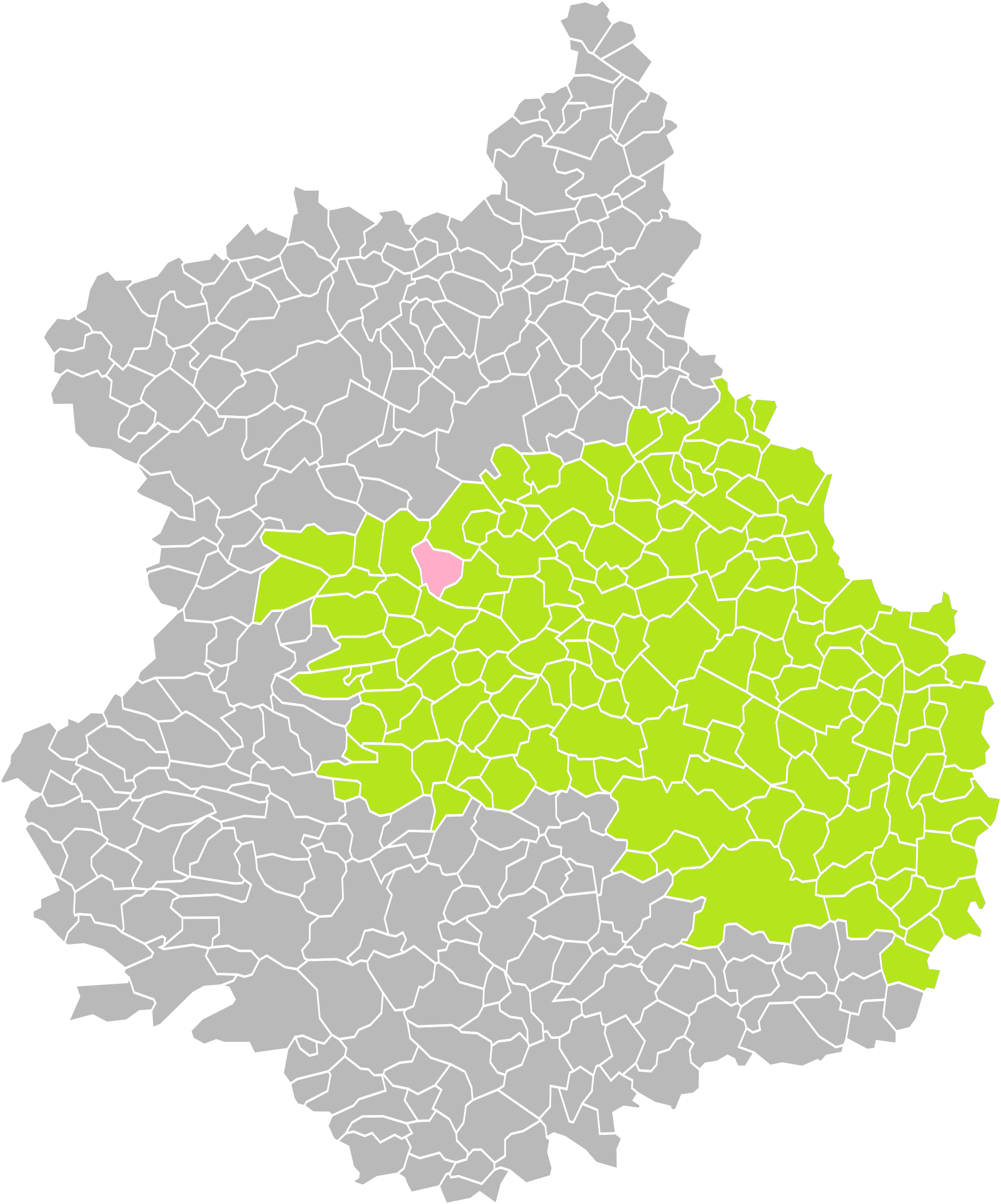
Fontaine-la-Guyon dans son arrondissement.
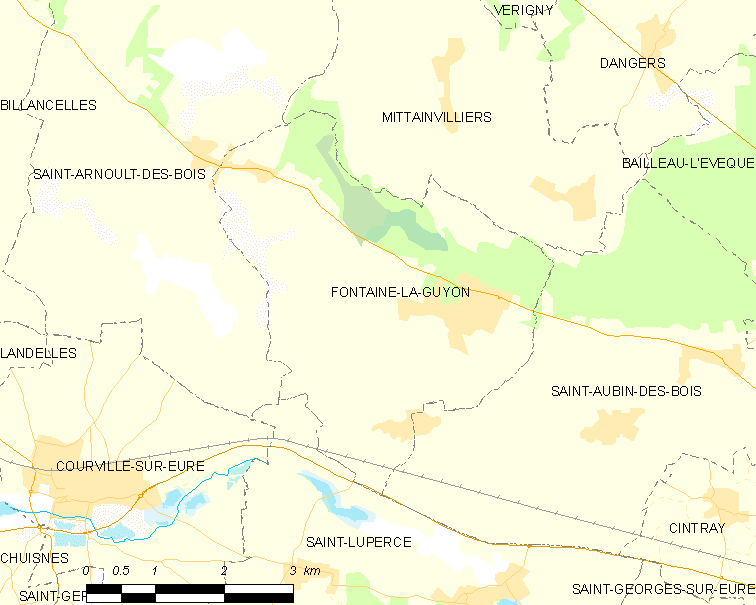
Carte de la commune de Fontaine-la-Guyon.

### Communes limitrophes
| Saint-Arnoult-des-Bois |                   | Mittainvilliers      |
| Saint-Arnoult-des-Bois | Fontaine-la-Guyon | Saint-Aubin-des-Bois |
|                        | Saint-Luperce     | Saint-Aubin-des-Bois |

### Lieux-dits et écarts
- Orébin, Flonville, Boissay, la Croix Boissière.

### Hydrographie
- La commune est traversée par la vallée du Coisnon[Note 1], affluent en rive gauche de l'Eure donc de la Seine, dont la confluence est à Saint-Luperce.

### Climat
Pour des articles plus généraux, voir Climat du Centre-Val de Loire et Climat d'Eure-et-Loir.
En 2010, le climat de la commune est de type climat océanique dégradé des plaines du Centre et du Nord, selon une étude du CNRS s'appuyant sur une série de données couvrant la période 1971-2000. En 2020, Météo-France publie une typologie des climats de la France métropolitaine dans laquelle la commune est exposée à un climat océanique altéré et est dans la région climatique  Sud-ouest du bassin Parisien, caractérisée par une faible pluviométrie, notamment au printemps (120 à 150 mm) et un hiver froid (3,5 °C). 
Pour la période 1971-2000, la température annuelle moyenne est de 11 °C, avec une amplitude thermique annuelle de 14,8 °C. Le cumul annuel moyen de précipitations est de 704 mm, avec 11,4 jours de précipitations en janvier et 7,9 jours en juillet. Pour la période 1991-2020, la température moyenne annuelle observée sur la station météorologique de Météo-France la plus proche, « Thimert », sur la commune de Thimert-Gâtelles à 12 km à vol d'oiseau, est de 11,4 °C et le cumul annuel moyen de précipitations est de 634,8 mm,. Pour l'avenir, les paramètres climatiques de la commune estimés pour 2050 selon différents scénarios d'émission de gaz à effet de serre sont consultables sur un site dédié publié par Météo-France en novembre 2022.

## Urbanisme

### Typologie
Au 1er janvier 2024, Fontaine-la-Guyon est catégorisée bourg rural, selon la nouvelle grille communale de densité à 7 niveaux définie par l'Insee en 2022.
Elle est située hors unité urbaine. Par ailleurs la commune fait partie de l'aire d'attraction de Chartres, dont elle est une commune de la couronne,. Cette aire, qui regroupe 117 communes, est catégorisée dans les aires de 50 000 à moins de 200 000 habitants,.

### Occupation des sols
L'occupation des sols de la commune, telle qu'elle ressort de la base de données européenne d’occupation biophysique des sols Corine Land Cover (CLC), est marquée par l'importance des territoires agricoles (69,3 % en 2018), en diminution par rapport à 1990 (71,6 %). La répartition détaillée en 2018 est la suivante : 
terres arables (66,6 %), forêts (21,6 %), zones urbanisées (9,1 %), zones agricoles hétérogènes (2,7 %). L'évolution de l’occupation des sols de la commune et de ses infrastructures peut être observée sur les différentes représentations cartographiques du territoire : la carte de Cassini (XVIIIe siècle), la carte d'état-major (1820-1866) et les cartes ou photos aériennes de l'IGN pour la période actuelle (1950 à aujourd'hui).

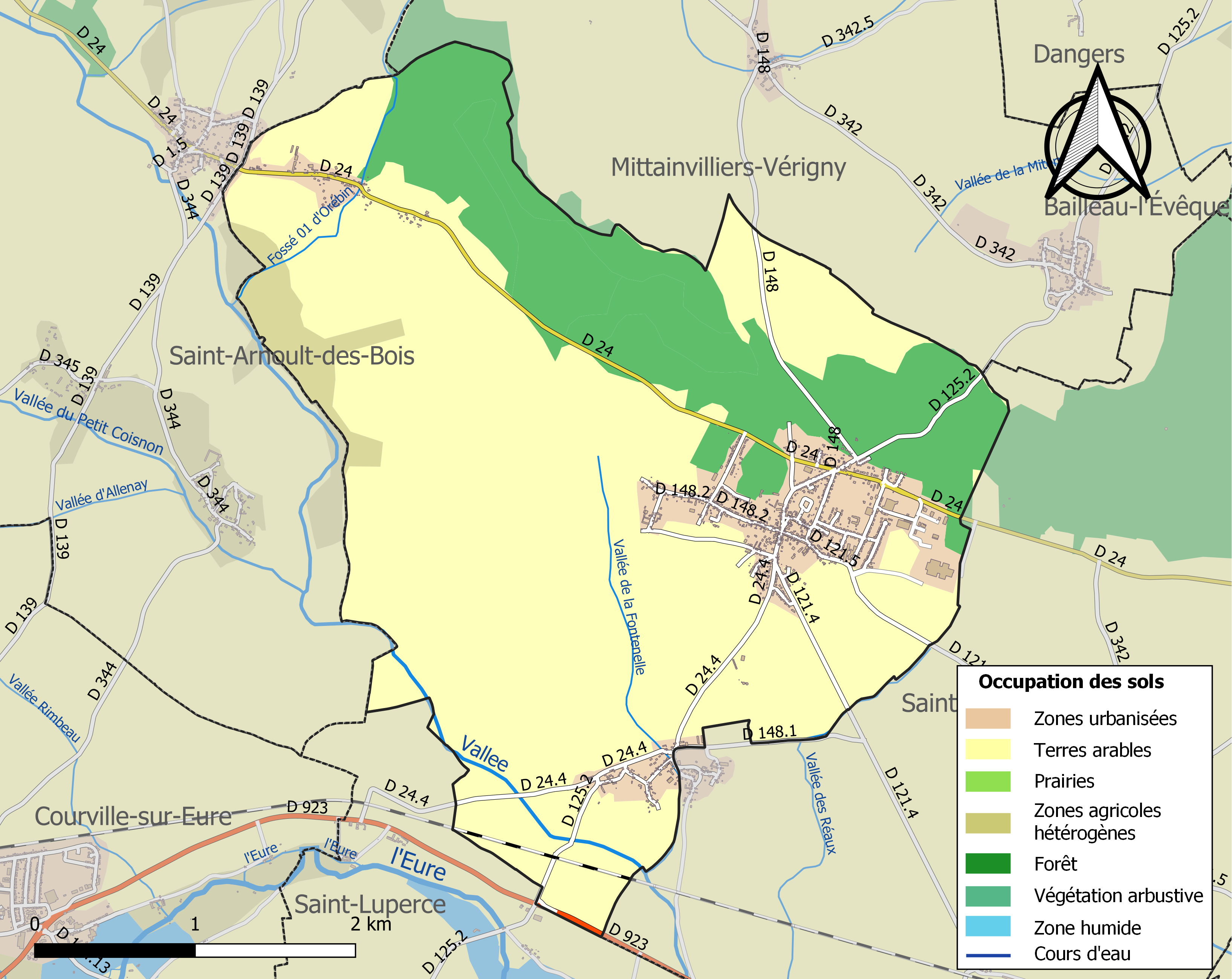
Carte des infrastructures et de l'occupation des sols de la commune en 2018 (CLC).

### Risques majeurs
Le territoire de la commune de Fontaine-la-Guyon est vulnérable à différents aléas naturels : météorologiques (tempête, orage, neige, grand froid, canicule ou sécheresse), inondationset séisme (sismicité très faible). Il est également exposé à un risque technologique, le transport de matières dangereuses. Un site publié par le BRGM permet d'évaluer simplement et rapidement les risques d'un bien localisé soit par son adresse soit par le numéro de sa parcelle.

#### Risques naturels
Certaines parties du territoire communal sont susceptibles d’être affectées par le risque d’inondation par débordement de cours d'eau, notamment la Vallée. La commune a été reconnue en état de catastrophe naturelle au titre des dommages causés par les inondations et coulées de boue survenues en 1995 et 1999,.

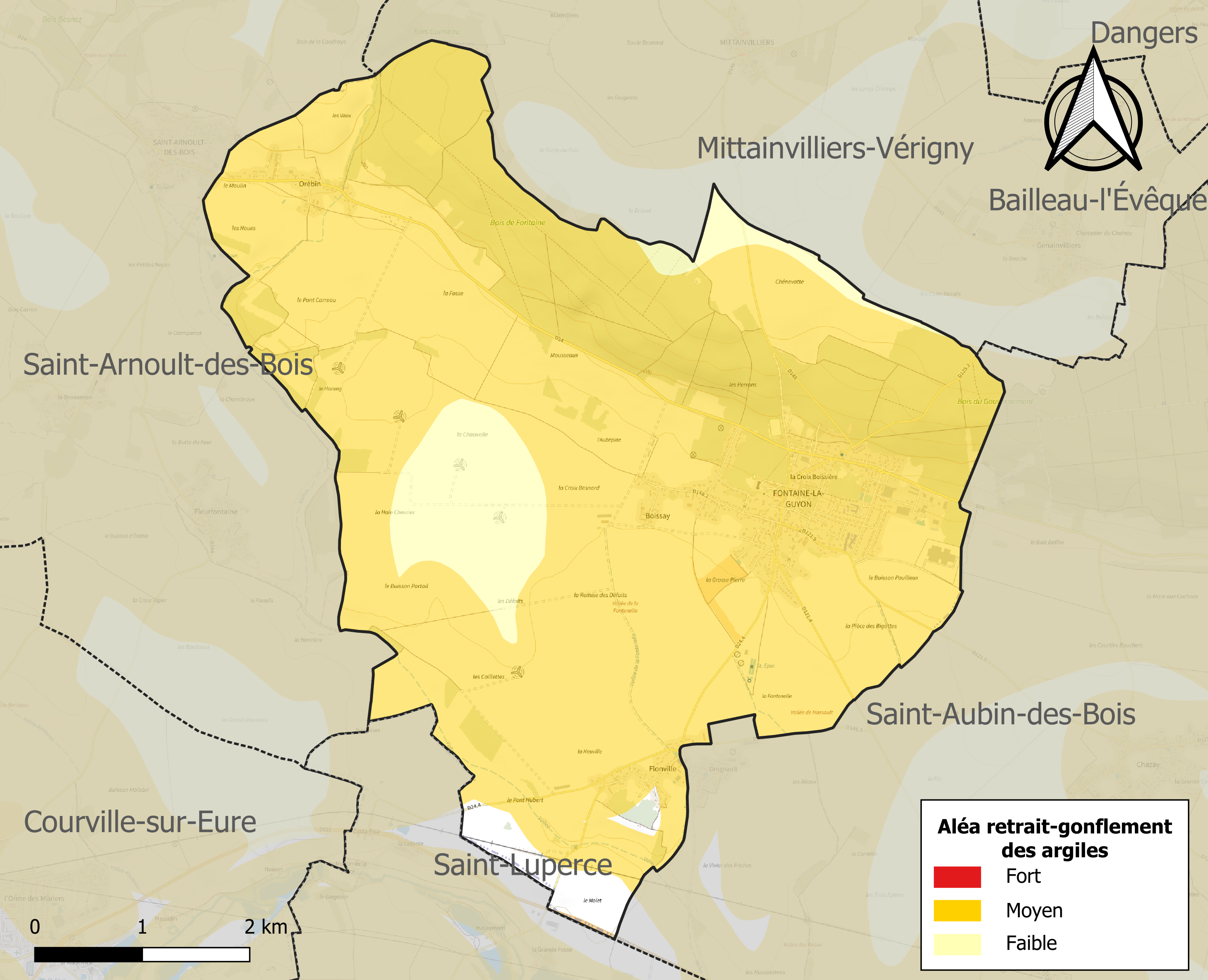
Carte des zones d'aléa retrait-gonflement des sols argileux de Fontaine-la-Guyon.

Le retrait-gonflement des sols argileux est susceptible d'engendrer des dommages importants aux bâtiments en cas d’alternance de périodes de sécheresse et de pluie. 90,1 % de la superficie communale est en aléa moyen ou fort (52,8 % au niveau départemental et 48,5 % au niveau national). Sur les 597 bâtiments dénombrés sur la commune en 2019, 594 sont en aléa moyen ou fort, soit 99 %, à comparer aux 70 % au niveau départemental et 54 % au niveau national. Une cartographie de l'exposition du territoire national au retrait gonflement des sols argileux est disponible sur le site du BRGM,.
Concernant les mouvements de terrains, la commune a été reconnue en état de catastrophe naturelle au titre des dommages causés par des mouvements de terrain en 1999.

#### Risques technologiques
Le risque de transport de matières dangereuses sur la commune est lié à sa traversée par des infrastructures routières ou ferroviaires importantes ou la présence d'une canalisation de transport d'hydrocarbures. Un accident se produisant sur de telles infrastructures est en effet susceptible d’avoir des effets graves au bâti ou aux personnes jusqu’à 350 m, selon la nature du matériau transporté. Des dispositions d’urbanisme peuvent être préconisées en conséquence.

## Toponymie
Le nom de la localité est attesté sous les formes Fons Guidonis en 1220, Fontanae Guidonis en 1248, Fontaine la Guyon en 1793, Fontaine-le-Guyon en 1801.
Fontaines, Fontanae en référence à la fontaine Saint Gorgon réputée pour la guérison des douleurs, et aux multiples sources situées sur la colline au nord du village.
Guyon est un nom de personne au cas régime de l'ancien français, ce qui a engendré une disparition de l'ancienne prononciation « gui-on » [giɔ̃]. La forme moderne est « Guy ». En mémoire de Guido(n), le maire (major domus) de ce domaine.
 
L’anthroponyme Guy est d’origine germanique et généralement latinisé en Guido, parfois en Wido, selon son étymologie germanique.

## Politique et administration

### Liste des maires
| Période                                  | Période      | Identité       | Étiquette | Qualité  |
| ---------------------------------------- | ------------ | -------------- | --------- | -------- |
| Les données manquantes sont à compléter. |              |                |           |          |
| 1964                                     | 2001         | Paul Dassier   |           |          |
| Mars 2001                                | Juillet 2020 | Claude Dassier | DVD       | Retraité |
| Juillet 2020                             | En cours     | Pascal Riolet  |           |          |

## Population et société

### Démographie
L'évolution du nombre d'habitants est connue à travers les recensements de la population effectués dans la commune depuis 1793. Pour les communes de moins de 10 000 habitants, une enquête de recensement portant sur toute la population est réalisée tous les cinq ans, les populations de référence des années intermédiaires étant quant à elles estimées par interpolation ou extrapolation. Pour la commune, le premier recensement exhaustif entrant dans le cadre du nouveau dispositif a été réalisé en 2007.

En 2022, la commune comptait 1 675 habitants, en évolution de +0,36 % par rapport à 2016 (Eure-et-Loir : −0,23 %, France hors Mayotte : +2,11 %).
| 1793 | 1800 | 1806 | 1821 | 1831 | 1836 | 1841 | 1846 | 1851 |
| ---- | ---- | ---- | ---- | ---- | ---- | ---- | ---- | ---- |
| 655  | 605  | 653  | 642  | 640  | 718  | 652  | 635  | 597  |

| 1856 | 1861 | 1866 | 1872 | 1876 | 1881 | 1886 | 1891 | 1896 |
| ---- | ---- | ---- | ---- | ---- | ---- | ---- | ---- | ---- |
| 603  | 611  | 610  | 589  | 588  | 592  | 529  | 540  | 544  |

| 1901 | 1906 | 1911 | 1921 | 1926 | 1931 | 1936 | 1946 | 1954 |
| ---- | ---- | ---- | ---- | ---- | ---- | ---- | ---- | ---- |
| 519  | 522  | 501  | 457  | 505  | 458  | 423  | 462  | 447  |

| 1962 | 1968 | 1975 | 1982 | 1990 | 1999  | 2006  | 2007  | 2012  |
| ---- | ---- | ---- | ---- | ---- | ----- | ----- | ----- | ----- |
| 493  | 488  | 570  | 675  | 732  | 1 020 | 1 363 | 1 413 | 1 625 |

| 2017  | 2022  | - | - | - | - | - | - | - |
| ----- | ----- | - | - | - | - | - | - | - |
| 1 664 | 1 675 | - | - | - | - | - | - | - |

## Culture locale et patrimoine

### Lieux et monuments
- L'église Saint-Martin (ou saint-Gorgon) des XIVe – XVIe siècles, très retouchée au XIXe siècle après avoir été dévastée à la Révolution[23] ;

L'église Saint-Martin
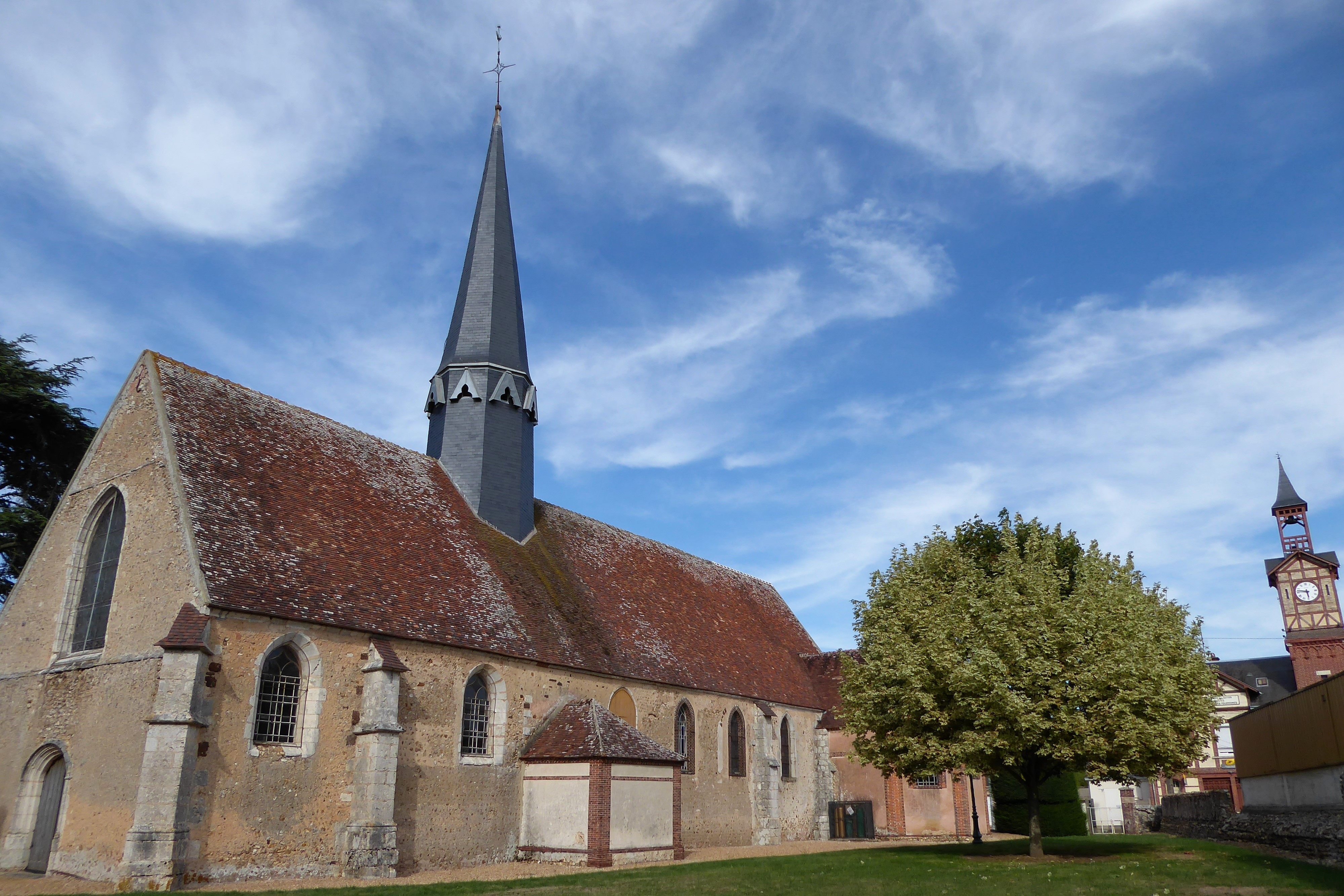
Mur sud.
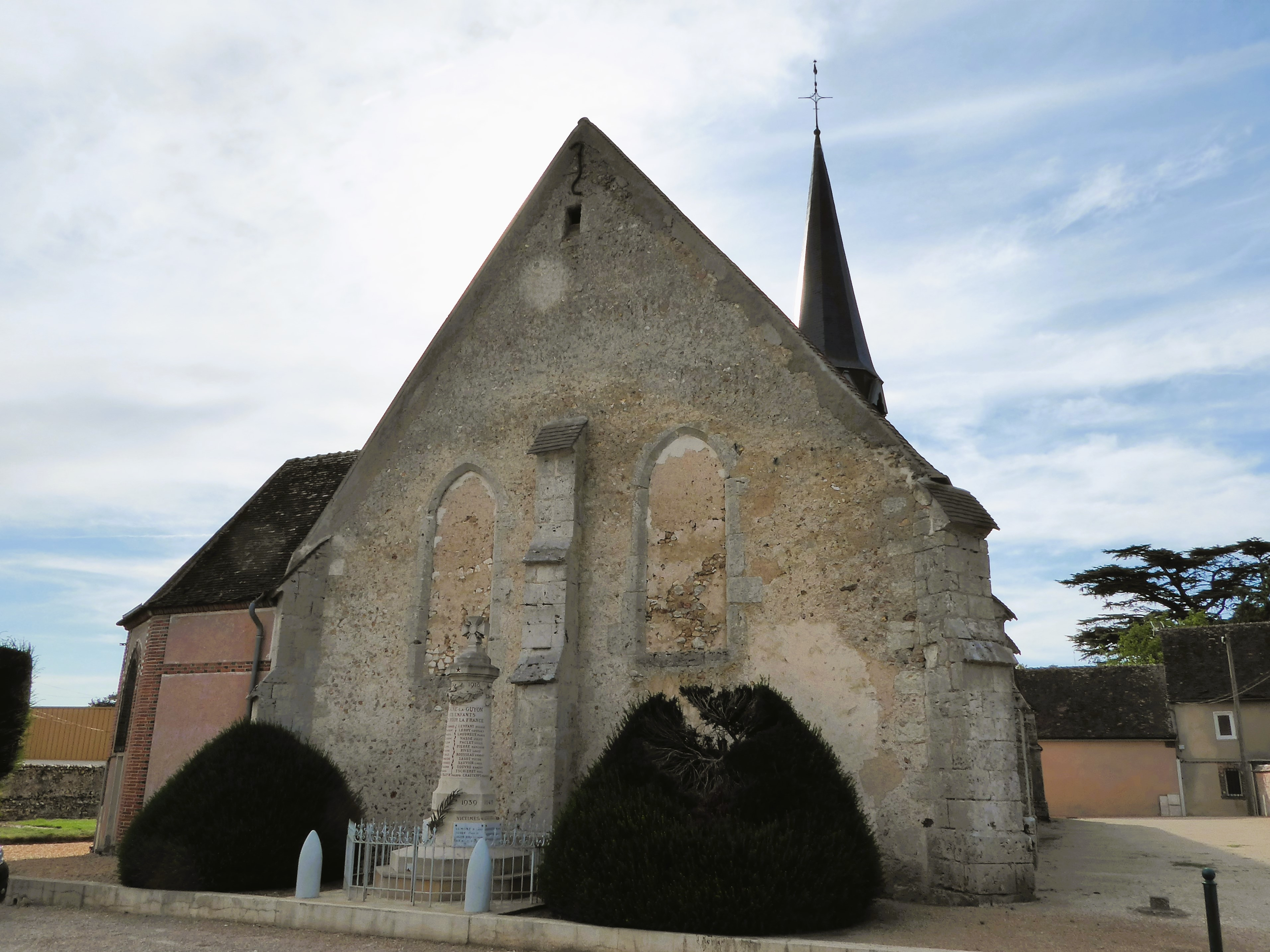
Chevet.
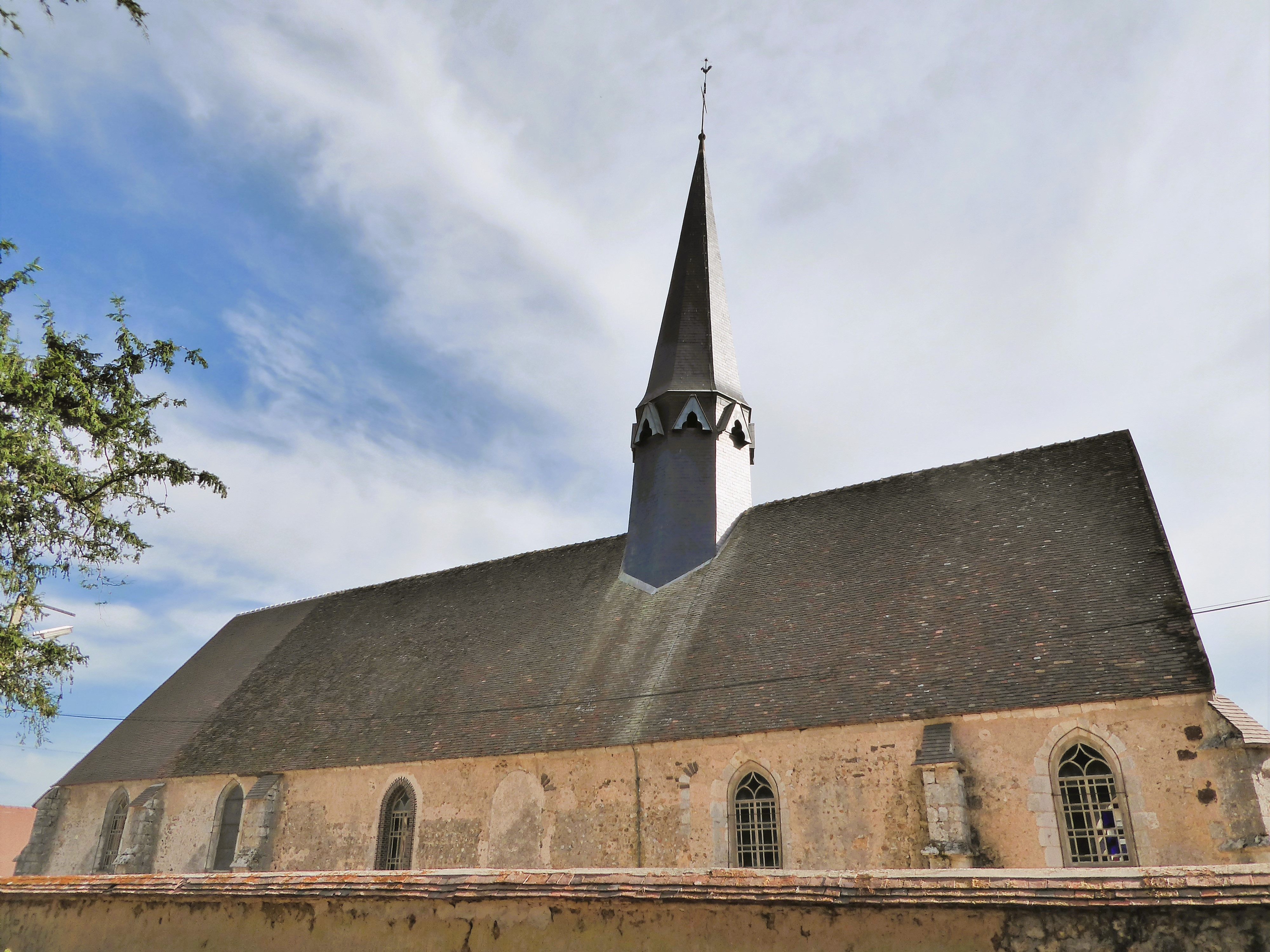
Mur nord.

- Le château du XVIIIe siècle abrite aujourd'hui la mairie. Le parc du château comprend à l'entrée une grange dite « dîmière »[24], un pavillon carré à toit aigu et le porche de l'ancien château détruit au XVIIe siècle lors de la construction du canal inachevé de l'Eure. Il comprend également six cèdres du Liban remarquables, dont :
  - À côté du puits, un cèdre planté en 1779 par Anne Marie Reviers de Maury à 4 ans (1775-1862), hauteur 30 m, circonférence 6,20 m ;
  - À côté de la porte Renaissance, un cèdre d'une hauteur de 30 m et de 5,30 m de circonférence ;
  - Enfin, allée Jehan de Montangon, le plus imposant, d'une hauteur de 33 m et 7,20 m de circonférence[25],[26].

L'ancien château
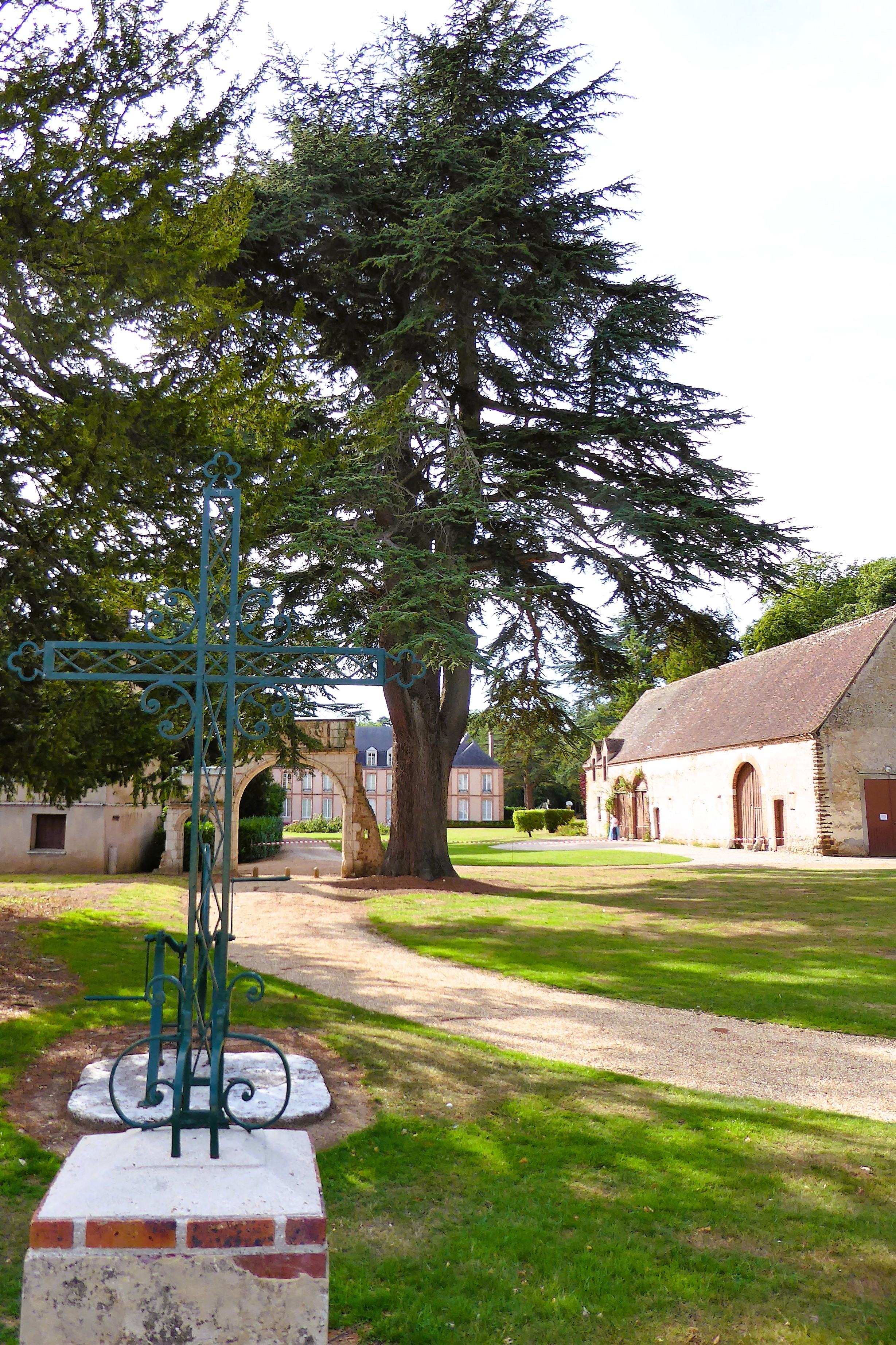
Vue générale.
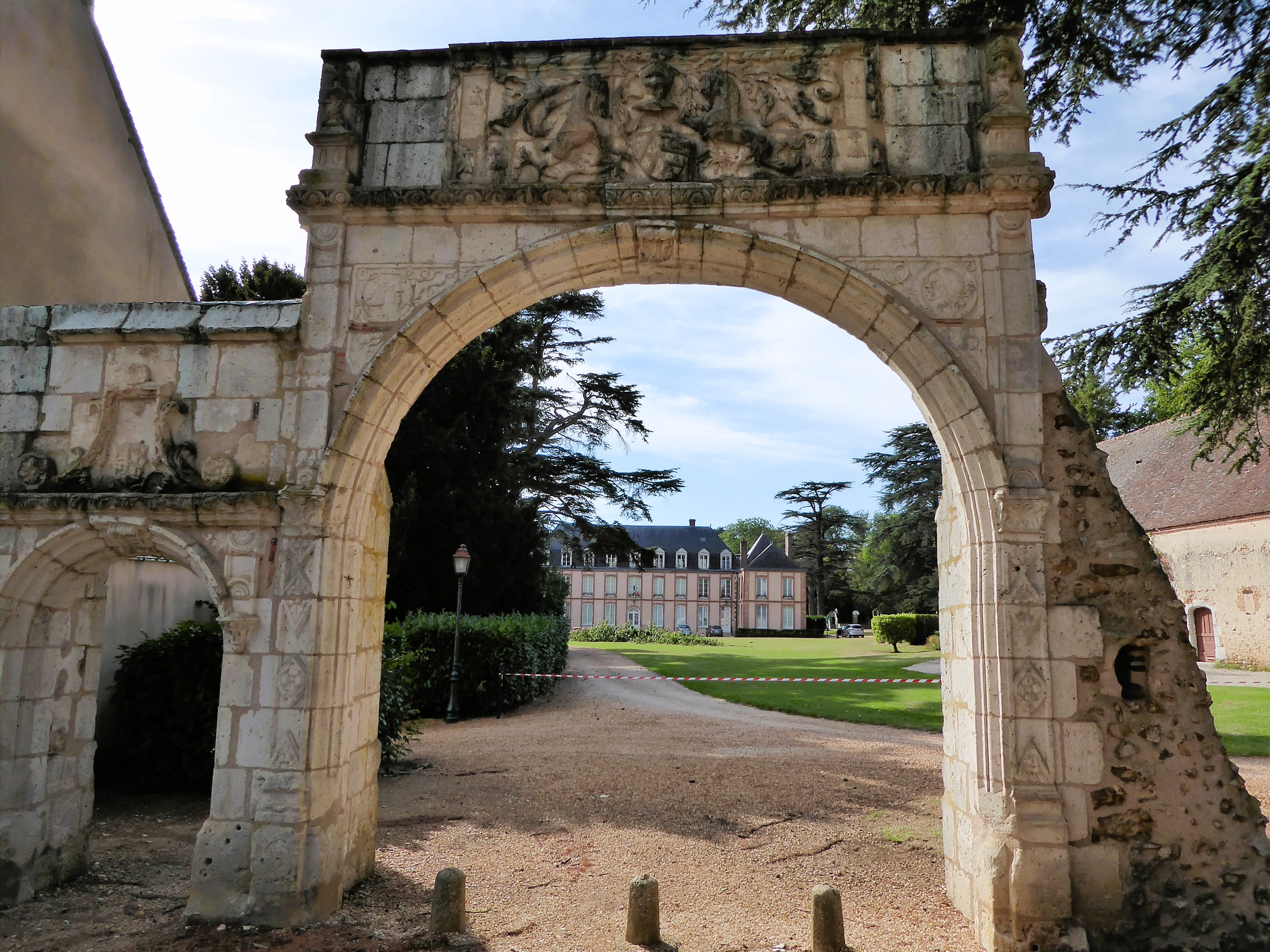
L'ancien porche.
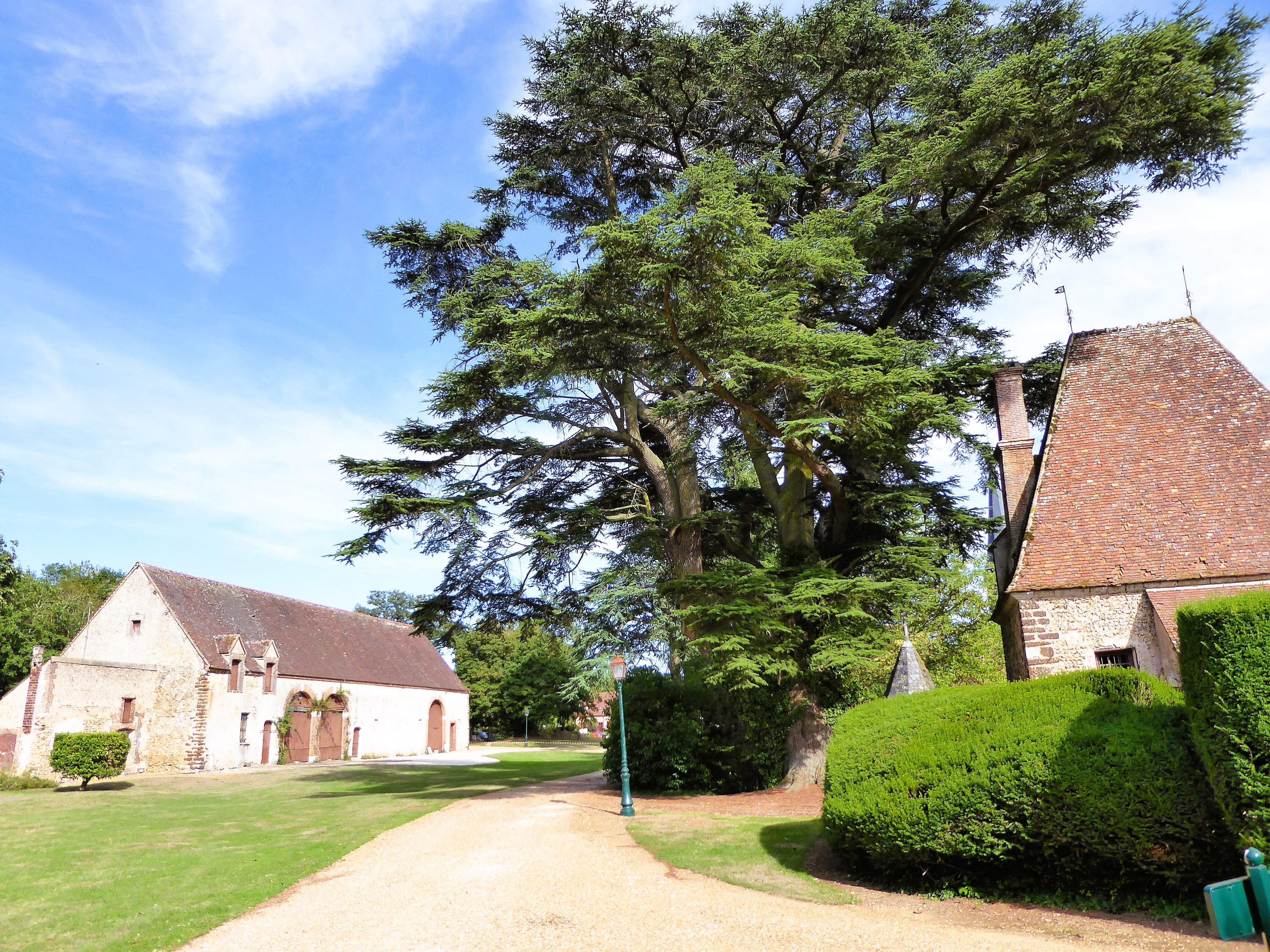
La grange « dîmière » et un cèdre remarquable.

- Les vestiges du canal de l'Eure ou canal Louis XIV : un tronçon restauré est visible dans le parc du château ;

Vestiges du canal Louis XIV
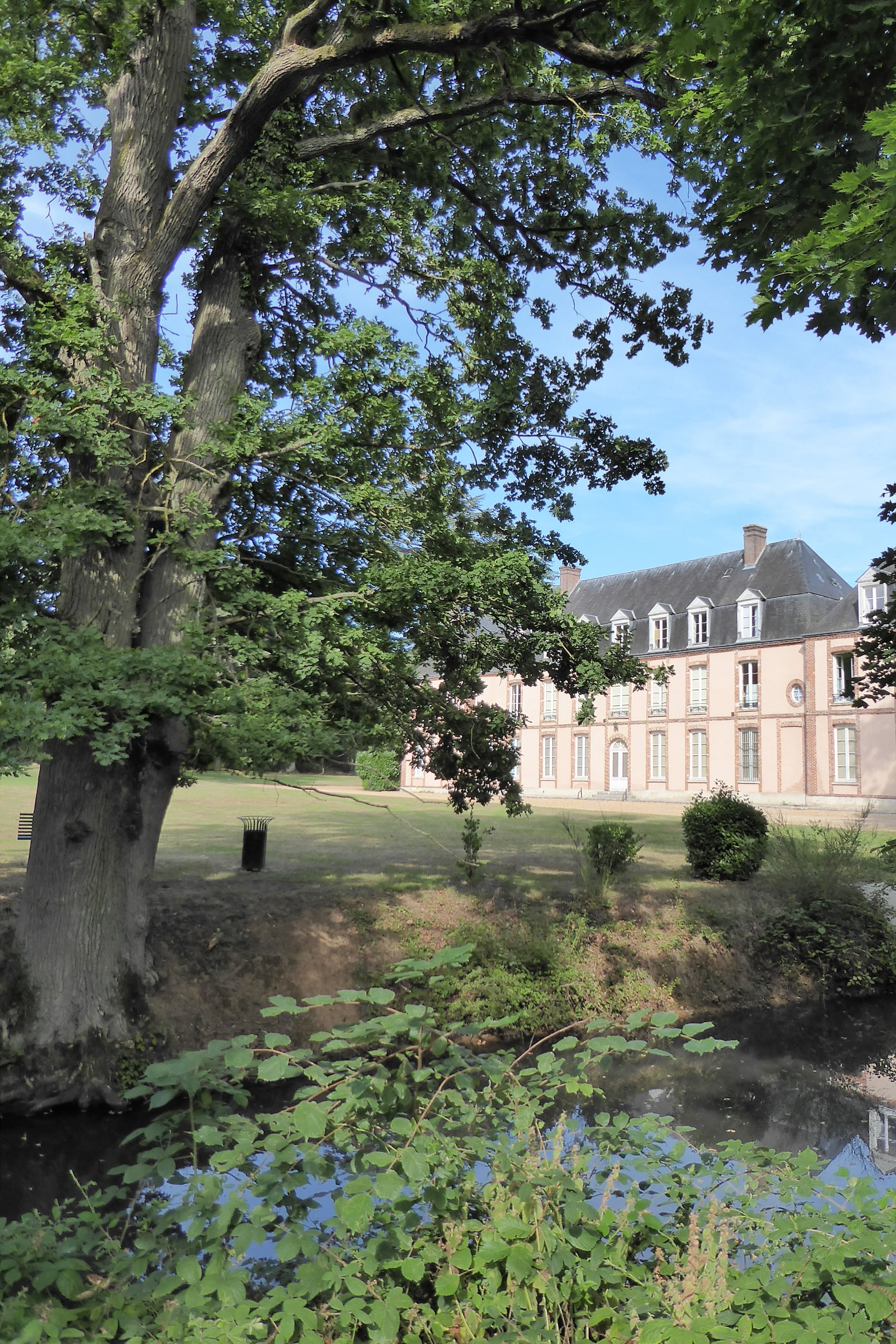
Le château et le canal.
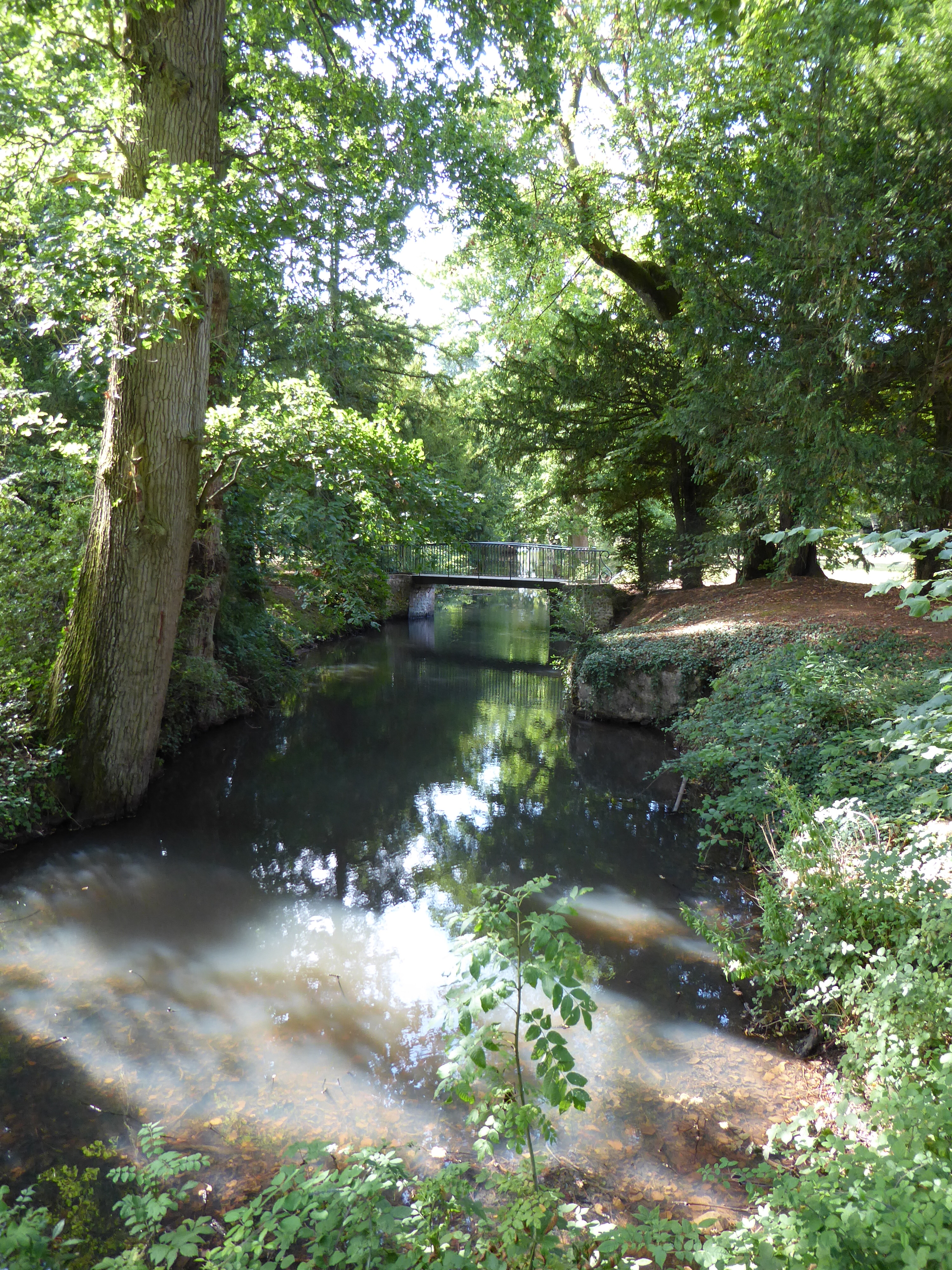
Canal Louis XIV dans le parc.
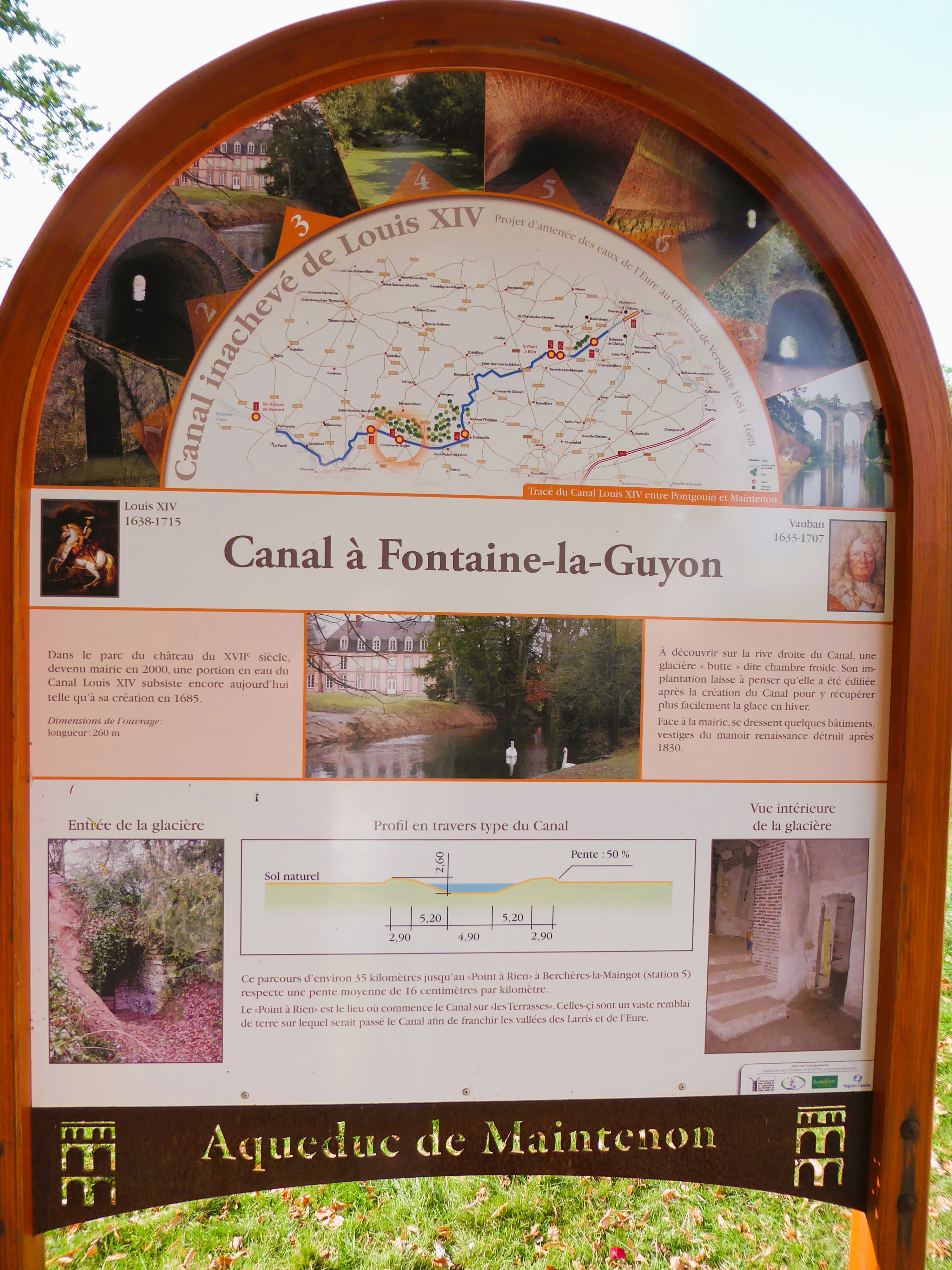
Panneau d'information n°3.

- Le musée de Papi ;
- La bibliothèque[27] ;
- L'agence postale communale et son campanile, réalisé par l'architecte départemental d'Eure-et-Loir Émile Vaillant ;
- Le monument aux morts.

Autres lieux et monuments
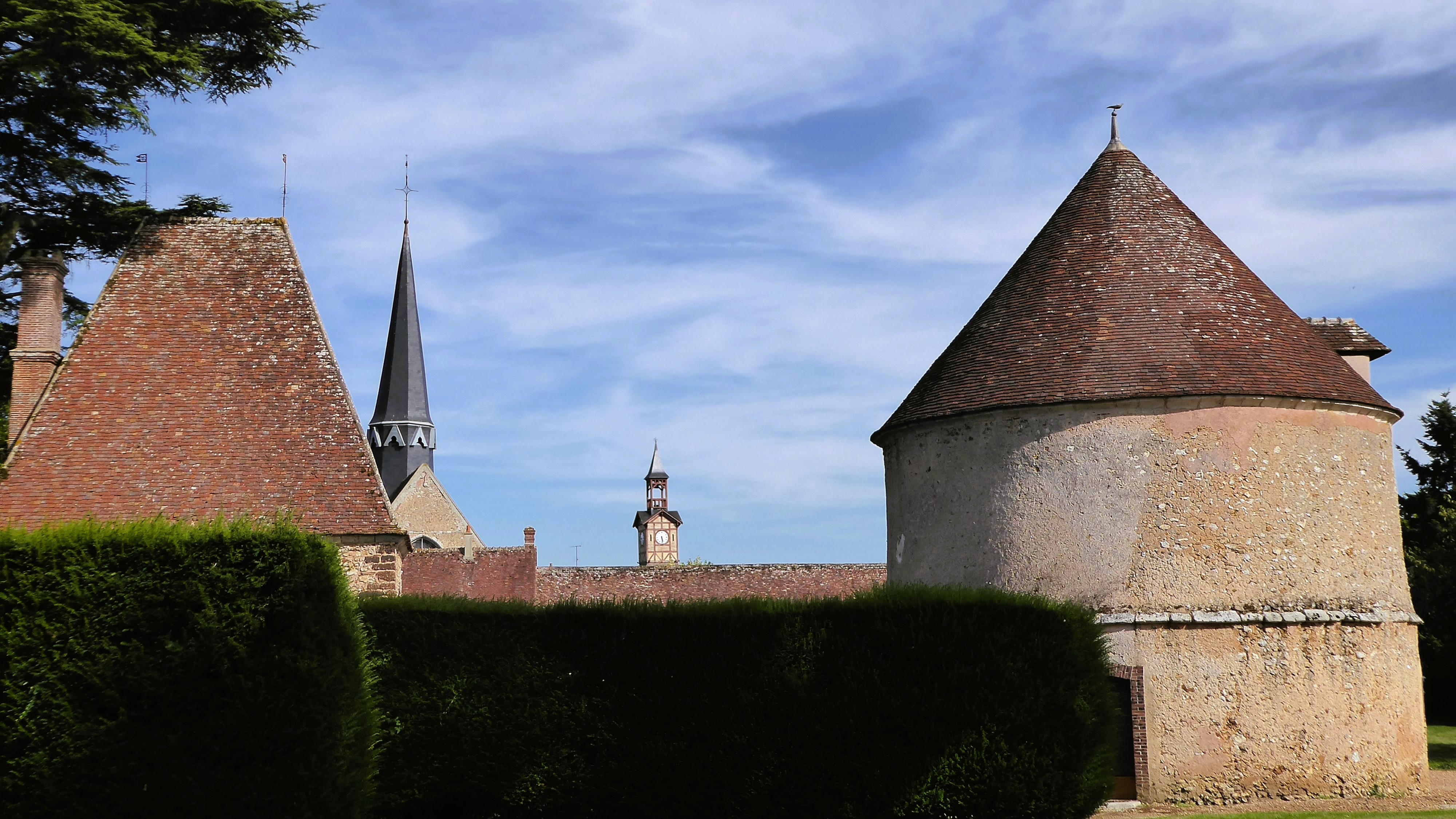
Toits et clochers.
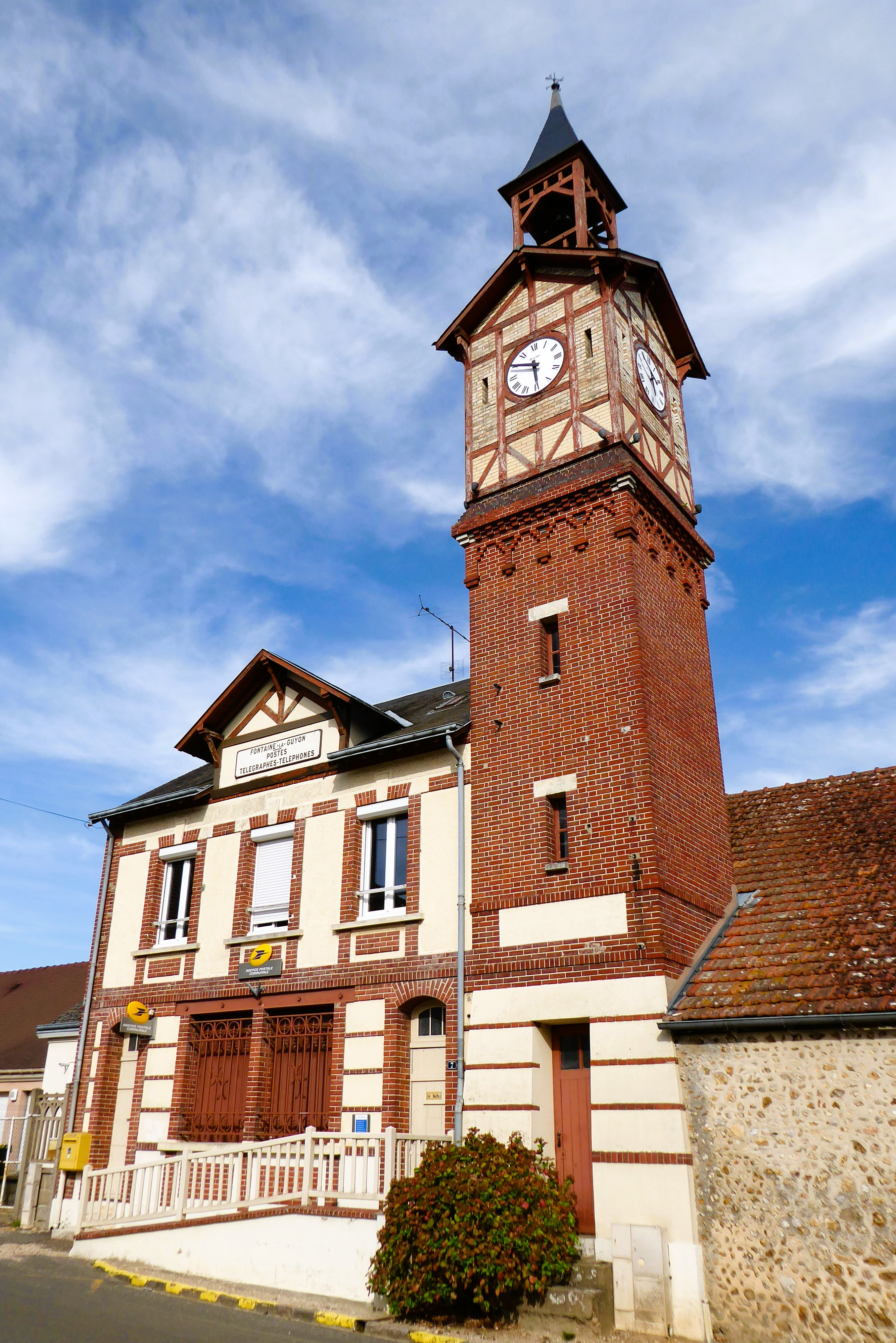
L'agence postale.
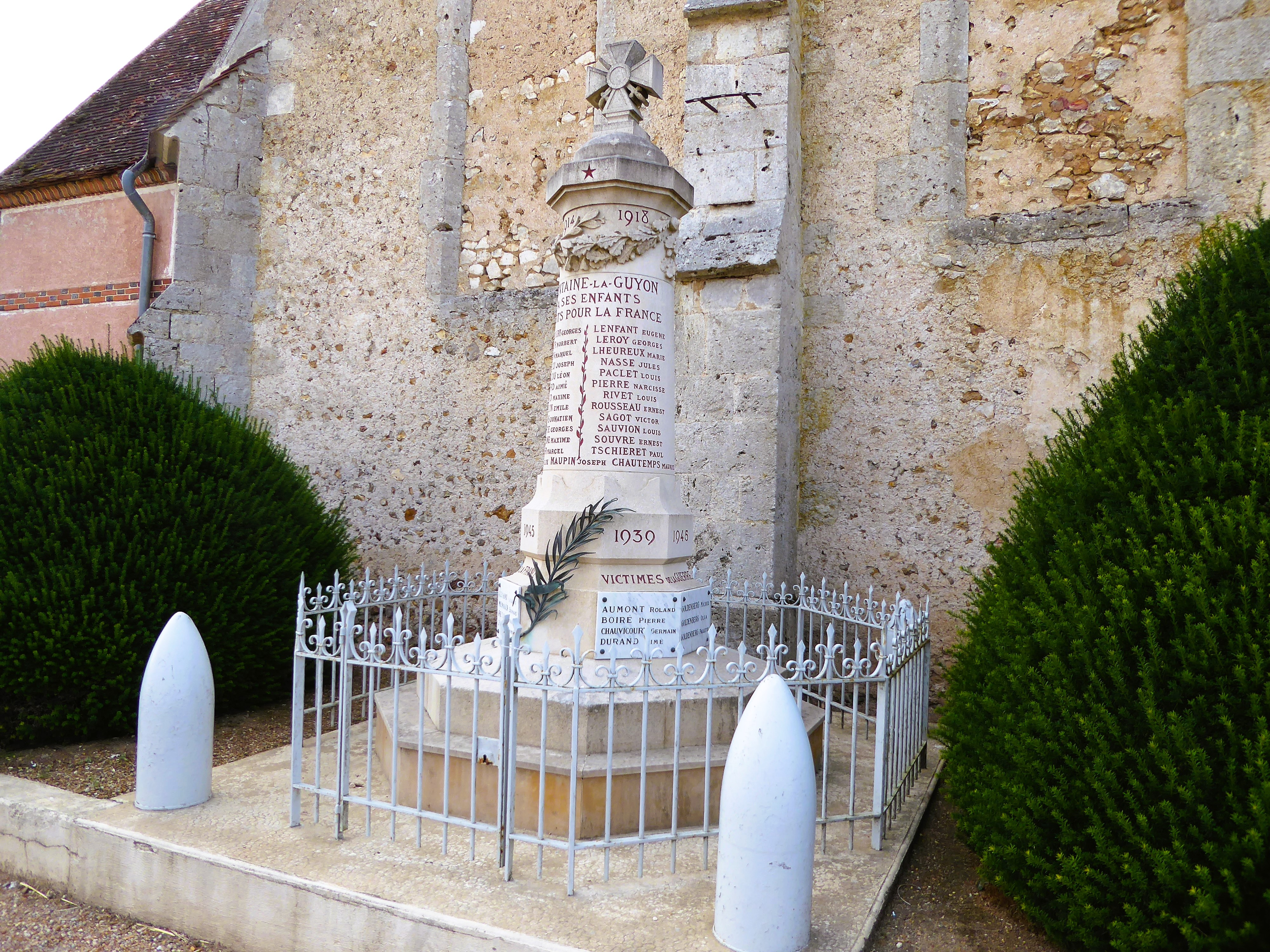
Le monument aux morts.

### Personnalités liées à la commune
- « Pierrick Jégorel a été primé au concours de roman policier lancé par Ella Éditions et Ibidem », sur lechorepublicain.fr, 18 septembre 2016.